# Kościół św. Antoniego w Zdzieszowicach (stary)
Kościół świętego Antoniego – rzymskokatolicki kościół filialny należący do parafii św. Antoniego w Zdzieszowicach.

## Historia i architektura
Jest to świątynia wzniesiona w 1920 roku, dobudowana do gmachu Urzędu Miejskiego. Do czasu zbudowania w 1937 roku nowego kościoła św. Antoniego pełniła funkcję kościoła parafialnego. Budowla jest murowana i nad nawą nakrywa ją dach czteropołaciowy, a nad prezbiterium dach pięciopołaciowy. Oba dachy są pokryte współczesną dachówką ceramiczną typu “holenderka”. Na elewacjach bocznych, w otworach okiennych jest umieszczona stolarka okienna zwieńczona - tak samo jak otwory - łukowo, natomiast w bocznej elewacji absydy jest umieszczone ciekawe okno w formie owalu z uskokami. Na środku kalenic znajduje się niska wieża przeznaczona na sygnaturkę, zakończona dachem wieżowym.
Świątynia znajduje się w ewidencji zabytków gminy Zdzieszowice.